# Ergebnisse von Sechstagerennen seit 2006
Die Ergebnisse aus den Jahren 2005 bis 2020.

## Ergebnisse

### Saison 2019/2020
| Datum              | Rennen          | Sieger                          |
| ------------------ | --------------- | ------------------------------- |
| 23. – 28. Januar   | Berlin (GER)    | Moreno De Pauw – Wim Stroetinga |
| 11. – 16. Januar   | Bremen (GER)    | Nils Politt – Kenny De Ketele   |
| 4. – 9. Januar     | Rotterdam (NED) | Yoeri Havik – Wim Stroetinga    |
| 12. – 17. November | Gent (BEL)      | Robbe Ghys – Kenny De Ketele    |
| 22. – 27. Oktober  | London (GBR)    | Elia Viviani – Simone Consonni  |

### Saison 2018/2019
| Datum                   | Rennen                   | Sieger                            |
| ----------------------- | ------------------------ | --------------------------------- |
| 31. Januar – 5. Februar | Kopenhagen (DNK)         | Kenny De Ketele – Moreno De Pauw  |
| 24. – 29. Januar        | Berlin (GER)             | Roger Kluge – Theo Reinhardt      |
| 10. – 15. Januar        | Bremen (GER)             | Iljo Keisse – Jasper De Buyst     |
| 3. – 8. Januar          | Rotterdam (NED)          | Niki Terpstra – Thomas Boudat     |
| 13. – 18. November      | Gent (BEL)               | Iljo Keisse – Elia Viviani        |
| 23. – 28. Oktober       | London (GBR)             | Yoeri Havik – Wim Stroetinga      |
| 18. – 23. Juli          | Turin (ITA)              | Mattia Viel – Nicholas Yallouris  |
| 4. – 9. Juli            | Fiorenzuola d’Arda (ITA) | Francesco Lamon – Simone Consonni |

### Saison 2017/2018
| Datum                   | Rennen                                  | Sieger                           |
| ----------------------- | --------------------------------------- | -------------------------------- |
| 6. – 11. Juli           | Fiorenzuola d’Arda (ITA)                | Morgan Kneisky – Benjamin Thomas |
| 13. – 18. Juli 2017     | Turin (ITA)                             | Elia Viviani – Francesco Lamon   |
| 24. – 29. Oktober 2017  | London (GBR)                            | Callum Scotson – Cameron Meyer   |
| 14. – 19. November 2017 | Gent (BEL)                              | Moreno De Pauw – Kenny De Ketele |
| 5. – 10. Dezember 2017  | Melbourne (AUS)                         | Leigh Howard – Cameron Scott     |
| 4. – 9. Januar 2018     | Rotterdam (NED)                         | Kenny De Ketele – Moreno De Pauw |
| 11. – 16. Januar 2018   | Bremen (GER)                            | Kenny De Ketele – Theo Reinhardt |
| 25. – 30. Januar 2018   | Berlin (GER)                            | Yoeri Havik – Wim Stroetinga     |
| 1. – 6. Februar 2018    | Kopenhagen (DEN)                        | Kenny De Ketele – Michael Mørkøv |
| 1. – 14. April 2018     | Palma (ESP) (Finale der Six Day Series) | Sebastián Mora – Albert Torres   |

### Saison 2016/2017
| Datum                   | Rennen                                  | Sieger                               |
| ----------------------- | --------------------------------------- | ------------------------------------ |
| 18. – 23. Juli          | Fiorenzuola d’Arda (ITA)                | Elia Viviani – Michele Scartezzini   |
| 25. – 30. Oktober 2016  | London (GBR)                            | Kenny De Ketele – Moreno De Pauw     |
| 6. – 11. November 2016  | Amsterdam (NED)                         | Kenny De Ketele – Moreno De Pauw     |
| 15. – 20. November 2016 | Gent (BEL)                              | Mark Cavendish – Bradley Wiggins     |
| 3. – 8. Januar 2017     | Rotterdam (NED)                         | Christian Grasmann – Roger Kluge     |
| 12. – 17. Januar 2017   | Bremen (GER)                            | Marcel Kalz – Iljo Keisse            |
| 19. – 24. Januar 2017   | Berlin (GER)                            | Yoeri Havik – Wim Stroetinga         |
| 26. – 31. Januar 2017   | Kopenhagen (DEN)                        | Lasse Norman Hansen – Michael Mørkøv |
| 17. März 2017           | Palma (ESP) (Finale der Six Day Series) | Moreno De Pauw – Kenny De Ketele     |

### Saison 2015/2016
| Datum                        | Rennen                   | Sieger                               |
| ---------------------------- | ------------------------ | ------------------------------------ |
| 28. Juni – 3. Juli 2015      | Fiorenzuola d’Arda (ITA) | Elia Viviani – Alex Buttazzoni       |
| 18. – 23. Oktober 2015       | London (GBR)             | Moreno De Pauw – Kenny De Ketele     |
| 17. – 22. November 2015      | Gent (BEL)               | Iljo Keisse – Michael Mørkøv         |
| 7. – 12. Januar 2016         | Rotterdam (NED)          | Sebastián Mora–Albert Torres         |
| 14. – 19. Januar 2016        | Bremen (GER)             | Christian Grasmann – Kenny De Ketele |
| 28. Januar – 2. Februar 2016 | Berlin (GER)             | Kenny De Ketele – Moreno De Pauw     |
| 4. Februar – 9. Februar 2016 | Kopenhagen (DEN)         | Jesper Mørkøv – Alex Rasmussen       |

### Saison 2014/2015
| Datum                            | Rennen                   | Sieger                            |
| -------------------------------- | ------------------------ | --------------------------------- |
| 14. – 19. Juli 2014              | Fiorenzuola d’Arda (ITA) | Alex Buttazzoni – Marco Coledan   |
| 20. – 25. Oktober 2014           | Amsterdam (NED)          | Yoeri Havik – Niki Terpstra       |
| 23. – 25. Oktober 2014           | Grenoble (FRA)           | Thomas Boudat – Vivien Brisse     |
| 18. – 23. Oktober 2014           | Gent (BEL)               | Jasper De Buyst – Kenny De Ketele |
| 26. November – 29. November 2014 | Zürich (SUI)             | Mark Cavendish – Iljo Keisse      |
| 2. – 7. Januar 2015              | Rotterdam (NED)          | Iljo Keisse – Niki Terpstra       |
| 8. – 13. Januar 2015             | Bremen (GER)             | Marcel Kalz – Alex Rasmussen      |
| 22. – 27. Januar 2015            | Berlin (GER)             | Marcel Kalz – Leif Lampater       |
| 29. Januar – 3. Februar 2015     | Kopenhagen (DEN)         | Alex Rasmussen – Michael Mørkøv   |

### Saison 2013/2014
| Datum                            | Rennen                   | Sieger                            |
| -------------------------------- | ------------------------ | --------------------------------- |
| 25. – 30. Juli 2013              | Fiorenzuola d’Arda (ITA) | Shane Archbold – Dylan Kennett    |
| 21. – 26. Oktober 2013           | Amsterdam (NED)          | Kenny De Ketele – Gijs Van Hoecke |
| 23. – 26. Oktober 2013           | Grenoble (FRA)           | Vivien Brisse – Morgan Kneisky    |
| 19. – 24. November 2013          | Gent (BEL)               | Jasper De Buyst – Leif Lampater   |
| 27. November – 30. November 2013 | Zürich (SUI)             | Silvan Dillier – Iljo Keisse      |
| 2. – 7. Januar 2014              | Rotterdam (NED)          | Iljo Keisse – Niki Terpstra       |
| 9. – 14. Januar 2014             | Bremen (GER)             | Leif Lampater – Wim Stroetinga    |
| 23. – 28. Januar 2014            | Berlin (GER)             | Kenny De Ketele – Andreas Müller  |
| 30. Januar – 4. Februar 2014     | Kopenhagen (DEN)         | Robert Bartko – Marcel Kalz       |

### Saison 2012/2013
| Datum                           | Rennen                   | Sieger                               |
| ------------------------------- | ------------------------ | ------------------------------------ |
| 10. – 15. Juli 2012             | Fiorenzuola d’Arda (ITA) | Tristan Marguet – Franco Marvulli    |
| 15. – 21. Oktober 2012          | Amsterdam (NED)          | Michael Mørkøv – Pim Ligthart        |
| 20. – 25. November 2012         | Gent (BEL)               | Iljo Keisse – Glenn O’Shea           |
| 28. November – 1. Dezember 2012 | Zürich (SUI)             | Kenny De Ketele – Peter Schep        |
| 3. – 8. Januar 2013             | Rotterdam (NED)          | Iljo Keisse – Niki Terpstra          |
| 10. – 15. Januar 2013           | Bremen (GER)             | Franco Marvulli – Marcel Kalz        |
| 24. – 29. Januar 2013           | Berlin (GER)             | Roger Kluge – Peter Schep            |
| 31. Januar – 5. Februar 2013    | Kopenhagen (DEN)         | Lasse Norman Hansen – Michael Mørkøv |

### Saison 2011/2012
| Datum                           | Rennen            | Sieger                          |
| ------------------------------- | ----------------- | ------------------------------- |
| 28. – 2. Juli 2011              | Fiorenzuola (ITA) | Jacopo Guarnieri – Elia Viviani |
| 5. – 10. September 2011         | Tilburg (NED)     | Yoeri Havik – Nick Stöpler      |
| 17. – 22. Oktober 2011          | Amsterdam (NED)   | Iljo Keisse – Niki Terpstra     |
| 27. Oktober – 1. November 2011  | Grenoble (FRA)    | Iljo Keisse – Morgan Kneisky    |
| 14. – 19. November 2011         | Apeldoorn (NED)   | abgesagt                        |
| 22. – 27. November 2011         | Gent (BEL)        | Robert Bartko – Kenny De Ketele |
| 30. November – 3. Dezember 2011 | Zürich (SUI)      | Iljo Keisse – Franco Marvulli   |
| 15. – 20. Dezember 2011         | Hannover (GER)    | abgesagt                        |
| 5. – 10. Januar 2012            | Rotterdam (NED)   | Peter Schep – Wim Stroetinga    |
| 12. – 17. Januar 2012           | Bremen (GER)      | Robert Bartko – Peter Schep     |
| 26. – 31. Januar 2012           | Berlin (GER)      | Leigh Howard – Cameron Meyer    |
| 2. – 7. Februar 2012            | Kopenhagen (DEN)  | Marc Hester – Iljo Keisse       |

### Saison 2010/2011
| Datum                            | Rennen            | Sieger                                |
| -------------------------------- | ----------------- | ------------------------------------- |
| 15. – 20. Juli 2010              | Fiorenzuola (ITA) | Alex Rasmussen – Michael Mørkøv       |
| 18. – 23. Oktober 2010           | Amsterdam (NED)   | Robert Bartko – Roger Kluge           |
| 28. Oktober – 2. November 2010   | Grenoble (FRA)    | Alexander Aeschbach – Franco Marvulli |
| 23. November – 28. November 2010 | Gent (BEL)        | Iljo Keisse – Peter Schep             |
| 30. November – 5. Dezember 2010  | Zürich (SUI)      | Robert Bartko – Danilo Hondo          |
| 13. – 18. Dezember 2010          | Apeldoorn (NED)   | abgesagt                              |
| 6. – 11. Januar 2011             | Rotterdam (NED)   | Danny Stam – Léon van Bon             |
| 13. – 18. Januar 2011            | Bremen (GER)      | Robert Bartko – Robert Bengsch        |
| 27. Januar – 1. Februar 2011     | Berlin (GER)      | Robert Bartko – Roger Kluge           |
| 3. Februar – 8. Februar 2011     | Kopenhagen (DEN)  | Alex Rasmussen – Michael Mørkøv       |
| 14. – 19. März 2011              | Tilburg (NED)     | –                                     |
| 5. – 10. April 2011              | Herne (GER)       | –                                     |

### Saison 2009/2010
| Datum                          | Rennen            | Sieger                                      |
| ------------------------------ | ----------------- | ------------------------------------------- |
| 1. – 6. Juli 2009              | Fiorenzuola (ITA) | Alexander Aeschbach – Franco Marvulli       |
| 19. – 24. Oktober 2009         | Amsterdam (NED)   | Robert Bartko – Roger Kluge                 |
| 29. Oktober – 3. November 2009 | Dortmund (GER)    | abgesagt                                    |
| 29. Oktober – 3. November 2009 | Grenoble (FRA)    | Franco Marvulli – Luke Roberts              |
| 10. – 15. November 2009        | Mailand (ITA)     | abgesagt                                    |
| 12. – 17. November 2009        | München (GER)     | Bruno Risi – Franco Marvulli                |
| 24. – 29. November 2009        | Gent (BEL)        | Alex Rasmussen – Michael Mørkøv             |
| 15. – 20. Dezember 2009        | Zürich (SUI)      | Bruno Risi – Franco Marvulli                |
| 17. – 22. Dezember 2009        | Apeldoorn (NED)   | Robert Bartko – Léon van Bon – Pim Ligthart |
| 7. – 12. Januar 2010           | Rotterdam (NED)   | Danny Stam – Iljo Keisse                    |
| 14. – 19. Januar 2010          | Bremen (GER)      | Bruno Risi – Franco Marvulli                |
| 21. – 26. Januar 2010          | Cremona (ITA)     | abgesagt                                    |
| 28. Januar – 2. Februar 2010   | Berlin (GER)      | Alex Rasmussen – Michael Mørkøv             |
| 4. Februar – 9. Februar 2010   | Kopenhagen (DEN)  | Alex Rasmussen – Michael Mørkøv             |
| 16. – 21. Februar 2010         | Hasselt (BEL)     | abgesagt                                    |
| 2. – 7. März 2010              | London (GBR)      | abgesagt                                    |

### Saison 2008/2009
| Datum                          | Rennen            | Sieger                            |
| ------------------------------ | ----------------- | --------------------------------- |
| 30. Juni – 5. Juli 2008        | Turin (ITA)       | Bruno Risi – Franco Marvulli      |
| 7. – 12. Juli 2008             | Fiorenzuola (ITA) | Bruno Risi – Franco Marvulli      |
| 20. – 25. Oktober 2008         | Amsterdam (NED)   | Robert Slippens – Danny Stam      |
| 23. – 28. Oktober 2008         | Grenoble (FRA)    | Alex Rasmussen – Michael Mørkøv   |
| 30. Oktober – 4. November 2008 | Dortmund (GER)    | Leif Lampater – Erik Zabel        |
| 4. – 9. November 2008          | Milano (ITA)      | Paolo Bettini – Joan Llaneras     |
| 6. – 11. November 2008         | München (GER)     | Robert Bartko – Iljo Keisse       |
| 18. – 23. November 2008        | Gent (BEL)        | Robert Bartko – Iljo Keisse       |
| 24. – 29. November 2008        | Zuidlaren (NED)   | Robert Slippens – Danny Stam      |
| 11. – 16. Dezember 2008        | Zürich (SUI)      | Bruno Risi – Danny Stam           |
| 2. – 7. Januar 2009            | Rotterdam (NED)   | Peter Schep – Joan Llaneras       |
| 8. – 13. Januar 2009           | Bremen (GER)      | Erik Zabel – Leif Lampater        |
| 22. – 27. Januar 2009          | Berlin (GER)      | Erik Zabel – Robert Bartko        |
| 29. Januar – 3. Februar 2009   | Kopenhagen (DEN)  | Alex Rasmussen – Michael Mørkøv   |
| 6. – 11. Februar 2009          | Cremona (ITA)     | Walter Pérez – Sebastián Donadío  |
| 17. – 22. Februar 2009         | Hasselt (BEL)     | Kenny De Ketele – Bruno Risi      |
| 31. März – 5. April 2009       | Tilburg (NED)     | Tristan Marguet - Franco Marvulli |

### Saison 2007/2008
| Datum                              | Rennen           | Sieger                                      |
| ---------------------------------- | ---------------- | ------------------------------------------- |
| 22. – 27. Oktober 2007             | Amsterdam (NED)  | Robert Bartko – Iljo Keisse                 |
| 25. – 30. Oktober 2007             | Grenoble (FRA)   | Michael Mørkøv - Alex Rasmussen             |
| 1. – 6. November 2007              | Dortmund (GER)   | Bruno Risi – Franco Marvulli                |
| 8. – 13. November 2007             | München (GER)    | Bruno Risi – Franco Marvulli                |
| 20. – 25. November 2007            | Gent (BEL)       | Robert Bartko – Iljo Keisse                 |
| 6. – 11. Dezember 2007             | Zuidlaren (NED)  | Bruno Risi – Franco Marvulli                |
| 27. Dezember 2007 – 1. Januar 2008 | Zürich (SUI)     | Bruno Risi – Franco Marvulli                |
| 3. – 8. Januar 2008                | Rotterdam (NED)  | Danny Stam – Leif Lampater                  |
| 10. – 15. Januar 2008              | Bremen (GER)     | Robert Bartko – Iljo Keisse                 |
| 17. – 22. Januar 2008              | Stuttgart (GER)  | Robert Bartko – Iljo Keisse – Leif Lampater |
| 24. – 29. Januar 2008              | Berlin (GER)     | Bruno Risi – Franco Marvulli                |
| 31. Januar – 5. Februar 2008       | Kopenhagen (DEN) | Bruno Risi – Franco Marvulli                |
| 7. – 12. Februar 2008              | Hasselt (BEL)    | Bruno Risi – Franco Marvulli                |

### Saison 2006/2007
| Datum                              | Rennen           | Sieger                                                                                                 |
| ---------------------------------- | ---------------- | --- |
| 28. September – 3. Oktober 2006    | Maastricht (NED) | Bruno Risi – Franco Marvulli                                                                           |
| 16. – 21. Oktober 2006             | Amsterdam (NED)  | Danny Stam – Peter Schep                                                                               |
| 26. – 31. Oktober 2006             | Grenoble (FRA)   | Alexander Aeschbach – Franco Marvulli                                                                  |
| 26. – 31. Oktober 2006             | Dortmund (GER)   | Erik Zabel – Bruno Risi                                                                                |
| 9. – 14. November 2006             | München (GER)    | Erik Zabel – Bruno Risi                                                                                |
| 21. – 26. November 2006            | Gent (BEL)       | Rennen wurde nach dem Sturz des Spaniers Isaac Gálvez mit tödlichen Folgen in der 5. Nacht abgebrochen |
| 28. Dezember 2006 – 2. Januar 2007 | Zürich (SUI)     | Bruno Risi – Franco Marvulli                                                                           |
| 4. – 9. Januar 2007                | Rotterdam (NED)  | Robert Bartko – Iljo Keisse                                                                            |
| 11. – 16. Januar 2007              | Bremen (GER)     | Erik Zabel – Bruno Risi                                                                                |
| 18. – 23. Januar 2007              | Stuttgart (GER)  | Bruno Risi – Franco Marvulli – Alexander Aeschbach                                                     |
| 25. – 30. Januar 2007              | Berlin (GER)     | Guido Fulst – Leif Lampater                                                                            |
| 1. – 6. Februar 2007               | Kopenhagen (DEN) | Bruno Risi – Franco Marvulli                                                                           |
| 8. – 13. Februar 2007              | Hasselt (BEL)    | Bruno Risi – Franco Marvulli                                                                           |

### Saison 2005/2006
| Datum                          | Rennen           | Sieger                                      |
| ------------------------------ | ---------------- | ------------------------------------------- |
| 17. – 22. Oktober 2005         | Amsterdam (NED)  | Bruno Risi – Kurt Betschart                 |
| 27. Oktober – 1. November 2005 | Dortmund (GER)   | Erik Zabel – Rolf Aldag                     |
| 27. Oktober – 1. November 2005 | Grenoble (FRA)   | Matthew Gilmore – Iljo Keisse               |
| 10. – 15. November 2005        | München (GER)    | Erik Zabel – Robert Bartko                  |
| 22. – 27. November 2005        | Gent (BEL)       | Matthew Gilmore – Iljo Keisse               |
| 5. – 10. Januar 2006           | Rotterdam (NED)  | Robert Slippens – Danny Stam                |
| 12. – 17. Januar 2006          | Bremen (GER)     | Robert Slippens – Danny Stam                |
| 19. – 24. Januar 2006          | Stuttgart (GER)  | Robert Bartko – Guido Fulst – Leif Lampater |
| 26. – 31. Januar 2006          | Berlin (GER)     | Robert Slippens – Danny Stam                |
| 2. – 7. Februar 2006           | Kopenhagen (DEN) | Robert Slippens – Danny Stam                |
| 9. – 14. Februar 2006          | Hasselt (BEL)    | Matthew Gilmore – Iljo Keisse               |